# واين بريدج

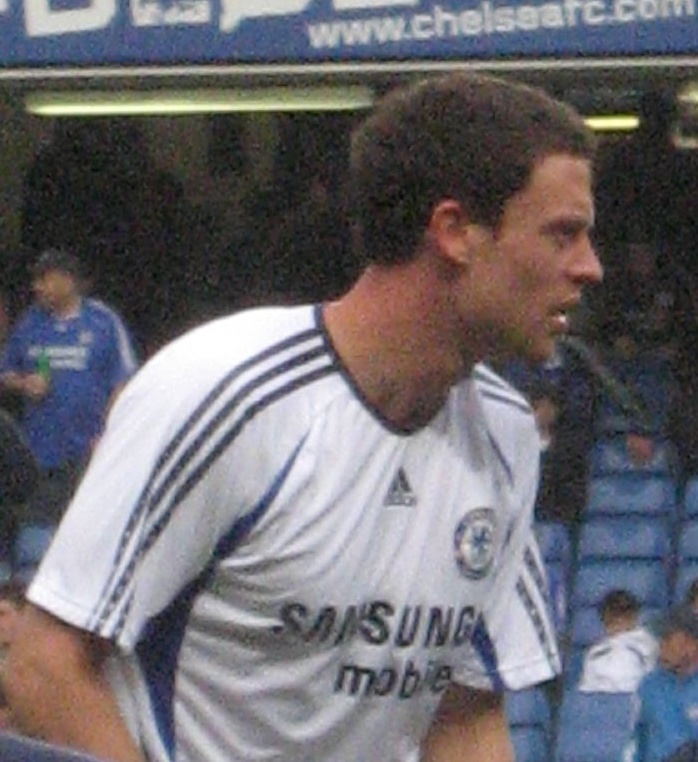
واين بريدج

واين مايكل بريدج (بالإنجليزية: Wayne Bridge)‏، من مواليد 5 أغسطس 1980 في ساوثهامبتون في إنجلترا، لاعب كرة قدم إنجليزي.
بدأ مسيرته الكروية مع نادي ساوثهامبتون في عام 1997، ولعب معهم حتى عام 2003، وشارك معهم في 151 مباراة وسجل هدفين، وفي عام 2003 انتقل إلى نادي تشيلسي،، وقد أعير في عام 2006 إلى نادي فولهام، ولعب معهم 12 مباراة.
انتقل الي نادي مانشستر سيتي عام 2009. و قد بدأ باللعب مع منتخب إنجلترا لكرة القدم في عام 2002.

## مسيرته الكروية
لعب واين بريدج خلال مسيرته الاحترافية مع 8 أندية في تسعة عشر موسمًا وسجل خلالها 6 أهداف ضمن 364 مباراة. حيث فاز في موسمين بالكأس وفي موسمين بالدوري.
خاض واين بريدج مسيرته مع نادي ساوثهامبتون في موسم 1998–99 ليلعب معه خمسة مواسم، مشاركًا في 151 مباراة سجل خلالها هدفين. ثم انتقل إلى نادي تشيلسي في موسم 2003–04 في المرة الأولى ولمدة موسمين ثم في موسم 2006–07 واستمر معه طيلة ثلاثة مواسم، حيث شارك طوالها في 87 مباراة سجل خلالها هدفًا واحدًا. لينتقل بعدها إلى نادي فولهام في موسم 2005–06 لمدة موسم واحد، مشاركًا في 12 مباراة ولم يسجل أي هدف. ثم انتقل إلى نادي مانشستر سيتي في موسم 2008–09 ليلعب معه أربعة مواسم، مشاركًا في 42 مباراة ولم يسجل أي هدف أيضًا. هذا وانتقل لاحقًا إلى نادي وست هام يونايتد في موسم 2010–11 لمدة موسم واحد، مشاركًا في 15 مباراة ولم يسجل أي هدف أيضًا. ثم انتقل بعدها إلى نادي سندرلاند في موسم 2011–12 لمدة موسم واحد، مشاركًا في 8 مباريات ولم يسجل أي هدف أيضًا. ليعود وينتقل من جديد، لكن هذه المرة إلى نادي برايتون أند هوف ألبيون في موسم 2012–13 لمدة موسم واحد، مشاركًا في 37 مباراة سجل خلالها 3 أهداف. لينتقل بعدها إلى نادي ريدنغ في موسم 2013–14 لمدة موسم واحد، مشاركًا في 12 مباراة ولم يسجل أي هدف.

## روابط خارجية
- واين بريدج على موقع الاتحاد الدولي (مؤرشف)  (الإنجليزية)
- واين بريدج على موقع قاعدة بيانات كرة القدم.إي يو (الإنجليزية)
- واين بريدج على موقع ناشيونال فوتبول تيمز (الإنجليزية)
- واين بريدج على موقع Soccerbase.com (لاعب) (الإنجليزية)
- واين بريدج على موقع Soccerway.com (الإنجليزية)
- واين بريدج على موقع عالم كرة القدم.نت (الإنجليزية)
- واين بريدج على موقع كووورة